# فاطمة برناوي
فاطمة محمد علي برناوي (1939 – 3 نوفمبر 2022)، مقاتلة فلسطينية شاركت في المقاومة الفلسطينية في منتصف عقد 1960، وهي فترة مهمة من حياة القضية الفلسطينية. وتعرف فاطمة بأنها أول امرأة فلسطينية نظّمت عملية شبه عسكرية في إسرائيل - محاولة تفجير سينما في تشرين الأول (أكتوبر) 1967، وقد نفذتها مع شقيقتها إحسان التي تصغرها بنحو 5 أعوام، وهي أول أسيرة فلسطينية في السجون الإسرائيلية، أمضت 10 سنوات في سجون الاحتلال قبل الإفراج عنها وإبعادها خارج فلسطين، عادت إلى قطاع غزة بعد اتفاق أوسلو في العام 1994، عملت على تأسيس الشرطة النسائية الفلسطينية، وكانت تحمل رتبة عقيد.

## حياتها
ولدت فاطمة برناوي في القدس عام 1939. بدأت تجربتها مع الاحتلال الإسرائيلي عندما كانت في التاسعة من عمرها، حيث انتقلت مع والدتها وأسرتها من القدس إلى مخيم للاجئين بالقرب من عمان. قاتل والدها محمد علي برناوي في ثورة فلسطين 1936، رفقة الحاج أمين الحسيني، فبقي في فلسطين. وقد عملت فاطمة كممرضة ممارسة في شركة الزيت العربية السعودية أرامكو، لكنه لم يكن مسموحاً لها بإعطاء الحقن للمرضى لسبب لون بشرتها، على الرغم من كون جنسيتها فلسطينية.

## الحياة السياسية
إلتحقت فاطمة البرناوي بصفوف حركة "فتح" وهي في سن الثامنة عشرة، وكانت أولى أسيرات الثورة الفلسطينية المعاصرة. ومن ضمن أربعة وثلاثين امرأة فلسطينية أجرت «أمل قعوار» معهن لقاءات لدراستها «بنات فلسطين»، كانت فاطمة واحدة من أربع نساء ممن انضممن لحركة المقاومة في بداياتها باعتبارها مقاتلة قبل أن تصبح مقاومة سياسية، أما الثلاثة الأخريات فكنّ ليلى خالد وعائشة عودة ورسمية عودة.

## تكريمها
في عام 2015 منحها الرئيس محمود عباس وسام نجمة الشرف العسكري، وفي 2020 منحها السفير دياب اللوح، سفير فلسطين بالقاهرة ومندوبها الدائم لدى جامعة الدول العربية، درعًا تكريميًا تقديرًا لدورها النضالي.

## وفاتها
تُوفيت برناوي في مستشفى فلسطين التابع لجمعية الهلال الأحمر الفلسطيني في العاصمة المصرية القاهرة في 3 نوفمبر 2022.
لاحقًا في 6 نوفمبر 2022 دُفنت في غزة. وقد نعى رئيس دولة فلسطين السيد محمود عباس، المناضلة الوطنية الكبيرة فاطمة البرناوي، أولى أسيرات الثورة الفلسطينية المعاصرة.